# Lazare Gianessi
Lazare Gianessi (11 de novembre de 1925 - 11 d'agost de 2009) fou un futbolista francès.

## Selecció de França
Va formar part de l'equip francès a la Copa del Món de 1954.